# Jovinus

Het West-Romeinse Rijk in 413
Gebied onder controle van keizer Honorius
Gebied onder controle van Jovinus
Gebied onder controle van Heraclianus (Noord-Afrika)

Jovinus (? - 413) was een Romeins keizer van 411 tot 413, in opstand tegen de rechtmatige keizer Honorius. Hij was de opvolger van twee andere opstandige keizers: Constantijn III en diens zoon Constans II.

## Afkomst
Jovinus kwam uit een nobele Zuid-Gallische familie. Na de dood van Constantijn III van 411 greep hij de macht in Mainz met steun van de Alanen onder koning Goar en de Bourgonden onder koning Gundahar.  Ook had hij de steun van het grootste deel van de adel in Gallië.

## Verheffing tot keizer
De Praetoriaanse prefect in Gallië, Decimius Rusticus lijkt een belangrijke rol te hebben gespeeld in de verheffing van Jovinus tot keizer. Hij had eerder gediend onder Constantijn III en was naar het noorden gevlucht na diens nederlaag. Rusticus haalde het grootste deel van de Gallo-Romeinse senatorische adel over om Iovinus te steunen. Volgens J.F. Drinkwater heerste er onder die groep veel onvrede over het beleid van Honorius in Ravenna, terwijl in het westen van Gallië (Gallia Lugdunensis) sprake was een opstand door de Bagaudae. 
Jovinus demonstreerde zijn aanspraak op macht op de West-Romeinse keizer Honorius door munten met zijn naam te laten slaan en deze toonden hem ook met de keizerlijke diadeem. Valentia fungeerde als hoofdstad van zijn rijk.

## Bewind en ondergang
Jovinus bekleedde zijn functie in Gallië twee jaar. Zijn heerschappij was echter minder stevig gevestigd dan die van zijn voorganger Constantijn. In militair opzicht was Jovinus namelijk afhankelijk van de steun die hij van de Bourgonden en de Alanen kreeg. Onder het voorwendsel van het keizerlijke gezag van Jovinus vestigden Gundahar en zijn Bourgonden zich op de linkeroever van de Rijn (de Romeinse kant) tussen de rivier de Lauter en de Nahe. Met hen sloot Jovinus een foederati-verdrag, in ruil voor militaire bijstand stond hij grondgebied af. Hier stichtten ze een koninkrijk met de oude geromaniseerde Gallische nederzetting Borbetomagus (Worms) als hoofdstad. Voortaan werd de grens aan de Middenrijn door de Bourgonden bewaakt.
In 412 trokken de Visigoten het zuiden van Gallië binnen onder leiding van hun koning Ataulf. Die zocht contact met Iovinus en erkende hem als keizer. Tussen beiden werd onderhandeld over een alliantie die voor Jovinus echter niet het gewenste resultaat opleverde, aangezien beide partijen hun eigen belangen nastreefden. De onderhandelingen werden afgebroken toen Athaulf de Gotische generaal Sarus aanviel en hem doodde. Sarus was een vijand van Ataulf, hij diende als generaal onder Honorius en wilde zich bij Jovinus aansluiten. Jovinus van zijn kant vond het niet langer nodig om Athaulf bij zijn regering te betrekken en benoemde vervolgens zijn broer Sebastianus tot medekeizer. 
Hierna sloot Athaulf zich aan bij Honorius. In ruil voor een bondgenootschap trok hij op tegen Jovinus. Hij versloeg het leger van Jovinus waarbij Sebastianus gevangen genomen werd en vervolgens geëxecuteerd. Jovinus slaagde erin te vluchten naar Valentia, dat werd belegerd en in 413 ingenomen. 
Jovinus werd gevangen genomen en naar Narbonne gebracht, waar Claudius Postumus Dardanus, de Praetoriaanse prefect voor Gallië, die loyaal was aan Honorius, hem samen met Rusticus liet executeren. Zijn hoofd werd naar Ravenna gestuurd naar het keizerlijk hof waar het laat in augustus arriveerde. 